# Immeuble Benac
L'immeuble Benac est un monument de la ville de Vernon dans l'Eure.

## Localisation
L'immeuble est situé à l'angle des rues Carnot et du Pont à Vernon.

## Histoire
La bâtisse à colombages et présentant des encorbellements est datée du XVe siècle. Elle a accueilli successivement les hôtels du Cheval Blanc puis de la Marine, alors que la gendarmerie en fera aussi un établissement. 
Elle est inscrite au titre des monuments historiques depuis le 8 mai 1926.
Le musée municipal occupe l'ensemble de sa surface, l'accès se faisant par le bâtiment contigu rue du Pont.